# Marionina nea
Marionina nea är en ringmaskart som beskrevs av Ernst Marcus 1965. Marionina nea ingår i släktet Marionina och familjen småringmaskar. Inga underarter finns listade i Catalogue of Life.